# Zàbul
Zàbul fou una deïtat pagana, considerat déu protector dels jugadors. Sant Ciprià l'esmenta com a suposat inventor dels daus o del joc dels daus.